# Didymanthus
Didymanthus é um género botânico pertencente à família Amaranthaceae.

## Espécies
- Didymanthus incan
- Didymanthus roei